# Gray Anatómiája
Henry Gray: Az emberi test anatómiája (Henry Gray's Anatomy of the Human Body) vagy közismertebb nevén Gray Anatómiája egy az emberi test anatómiáját összefoglaló angol nyelvű könyv, melyet témájában mind a mai napig az egyik legrészletesebben megírt alapműnek tartanak. A szerzője Henry Gray angol anatómus; a Royal Society egykori tagja. Illusztrátora Henry Vandyke Carter.
Először Gray's Anatomy: Descriptive and Surgical Theory címen jelent meg 1858-ban az Egyesült Királyságban, majd egy évvel később az USA-ban is. Gray a fekete himlőben szenvedő unokatestvérének ápolása közben megfertőződött és 1861-ben, 1 évvel az 1860-as második kiadás megjelenése után, mindössze 34 évesen meghalt. Művét azóta számtalanszor átdolgozták, frissítették, a legutolsó, negyvenedik kiadása 2008-ban jelent meg Prof. Susan Standring szerkesztésében. Az 1918-as változata ingyenesen hozzáférhető az interneten.